# Józef Markowski
Józef Markowski (ur. 4 kwietnia 1758 w Pikowie, zm. 31 maja 1829 w Krakowie) – polski lekarz, profesor chemii i mineralogii, wykładowca i dziekan Uniwersytetu Jagiellońskiego.

## Życiorys
Urodził się 4 kwietnia 1758 w Pikowie położonym w ówczesnym województwie bracławskim na Ukrainie. Rodzice jego byli szlachtą unicką. Uczył się u księży bazylianów oraz u jezuitów w Winnicy. W 1781 zapisał się na wydział lekarski do Szkoły Głównej Krakowskiej. W 1785 ukończył studia oraz dostał stypendium Komisji Edukacji Narodowej na dalszą naukę za granicą. Został zobowiązany aby po zdobyciu dyplomu chirurga prowadzić wykłady z tego przedmiotu w krakowskiej uczelni.
Markowski ukończył w 1789 studia w Paryżu zdobywając dodatkowo wiedzę z zakresu fizyki, mineralogii, chemii, botaniki i zoologii. Wybuch rewolucji we Francji spowodował, że powrót do kraju przesunął o parę lat. Przybył do kraju dopiero w 1810. Przebywał we Francji ogółem 25 lat i w tym czasie zdobywał wiedzę z innych dziedzin. Uczęszczał na wykłady A.F. Fourcroya, L.B. Guytona de Morveau, C.L. Bertholleta, L.M. Vauquelina, L.H. Thenarda, G.B. de Sage’a i innych w Szkole Lekarskiej oraz był słuchaczem wykładów J.B. Lamarcka z zoologii bezkręgowców i mineralogii R.J. Haüy’ego. W 1805 obronił doktorat na podstawie pracy: Disertation sur la colique (Rozprawa o kolce). W tym czasie utrzymywał się prowadząc praktykę lekarską jak również udzielając korepetycji z matematyki, fizyki, chemii, mineralogii, botaniki i anatomii jak i sztuki wojennej. Głównymi jego uczniami byli Polacy tam przebywający, wśród nich byli Henryk Dąbrowski jego syn Jan Michał, T. Kościuszko i inni. Udzielał porad lekarskich ubogim oraz był lekarzem czternastu więzień paryskich. Do jego prywatnych pacjentek należała cesarzowa Józefina.
W połowie 1810 przybył do Warszawy i został mianowany profesorem chemii w Szkole Głównej Koronnej a z końcem roku dziekanem Wydziału Lekarskiego. Od 1817 prowadził wykłady z mineralogii. Zreorganizował pracownię chemiczną i położył duże zasługi dla rozwoju nowoczesnej chemii. W krakowskiej uczelni był zastępcą Nowosilcowa, konserwatora uczelni (Uniwersytet Krakowski miał w tej epoce przy każdym z dworów opiekuńczych tak zwanego konserwatora, który znowu miał w Krakowie swojego zastępcę, takim konserwatorem ze strony dworu carskiego był Nowosilcow).
Żonaty z Marią z Langelotów, zmarł 31 maja 1829 w Krakowie. Grób nie został odnaleziony, a w kościele św. Anny w Krakowie znajduje się tablica epitafijna ufundowana przez wdowę.

## Publikacje
Niektóre z rozpraw prezentowanych na posiedzeniach krakowskiego Towarzystwa Naukowego:
- O gazie wodorodo-węglikowym;
- O chlorze;
- O rozbiorze wód mineralnych;
- O stosunku chemii do medycyny;
- Doświadczenia z jodem i potassium;
- O toxykologii;
- Nadchlorek żywego srebra pod względem toxykologicznym;
- Rozbiór wody Swoszowickiej (tamże, tom XI, str. 336),
  - krościeńskiej,
  - szczawnickiej.